# هاننو سالاما
هاننو سالاما (انگلیسی: Hannu Salama؛ زادهٔ ۴ اکتبر ۱۹۳۶) نویسنده اهل فنلاند است.
وی همچنین برندهٔ جوایزی همچون جایزه اینو لینو شده‌است.